# انجل سالوادور
انجل سالوادور (به انگلیسی: Angel Salvadore) با اسم رمز تمپست، یک شخصیت خیالی ابرقهرمان در کتاب‌های کامیک منتشر شده توسط مارول کامیکس است. این شخصیت توسط نویسنده گرانت موریسون و طراح ایتن ون سایور خلق شده‌است؛ که برای اولین بار در شمارهٔ ۱۱۸ از دومین نسخه مجموعه کتاب کمیک مردان ایکس جدید (نوامبر ۲۰۰۱) حضور پیدا کرد. انجل سالوادور یک انسان جهش‌یافته بالدار با فیزیولوژی حشره‌نما است. او که زمانی دانش‌آموز مدرسهٔ جهش‌یافته‌های اگزاویه بود و تحت عنوان انجل شناخته می‌شد تا اینکه قدرت‌های جهش‌یافته‌ای خود را در «M-Day» از دست داد. او سپس با اسم رمز تمپست به تیم جنگجویان جدید پیوست تا زمانی که این تیم از هم فرو پاشید.
زوئی کراویتز در فیلم مردان ایکس: کلاس اول (۲۰۱۱) به کارگردانی متیو وان وظیفه بازی در این نقش را بر عهده داشت. در نسخه سینمایی او یکی از اعضای انجمن هل‌فایر بود که در نهایت توسط مگنیتو به انجمن جهش‌یافتگان شرور پیوست.